# Boophone
Die Pflanzengattung Boophone gehört zur Unterfamilie Amaryllidoideae innerhalb der Familie der Amaryllisgewächse (Amaryllidaceae). Die nur zwei Arten sind vom Südlichen Afrika bis ins tropische Ostafrika beheimatet.

## Beschreibung und Ökologie

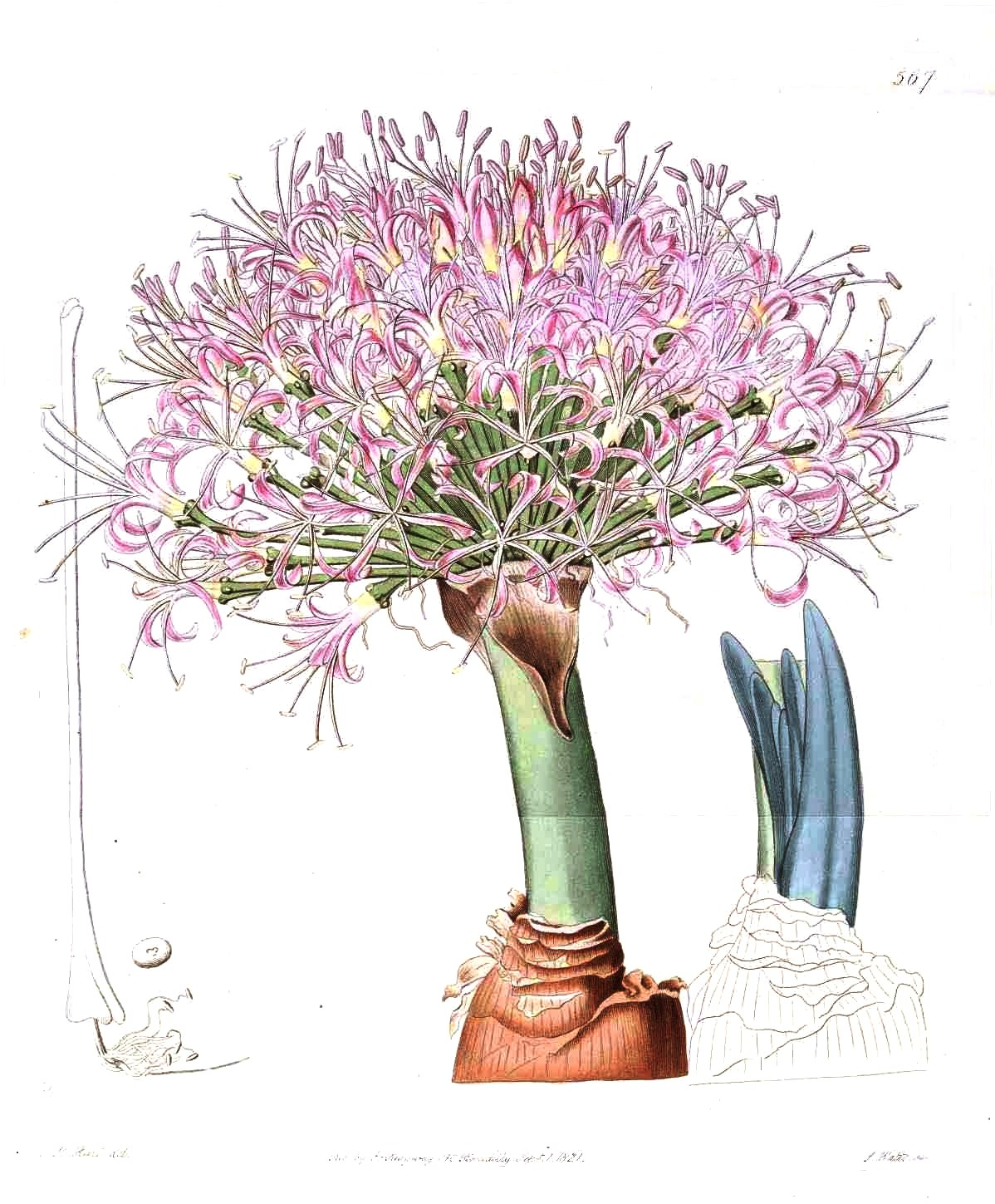
Illustration von Boophone disticha.

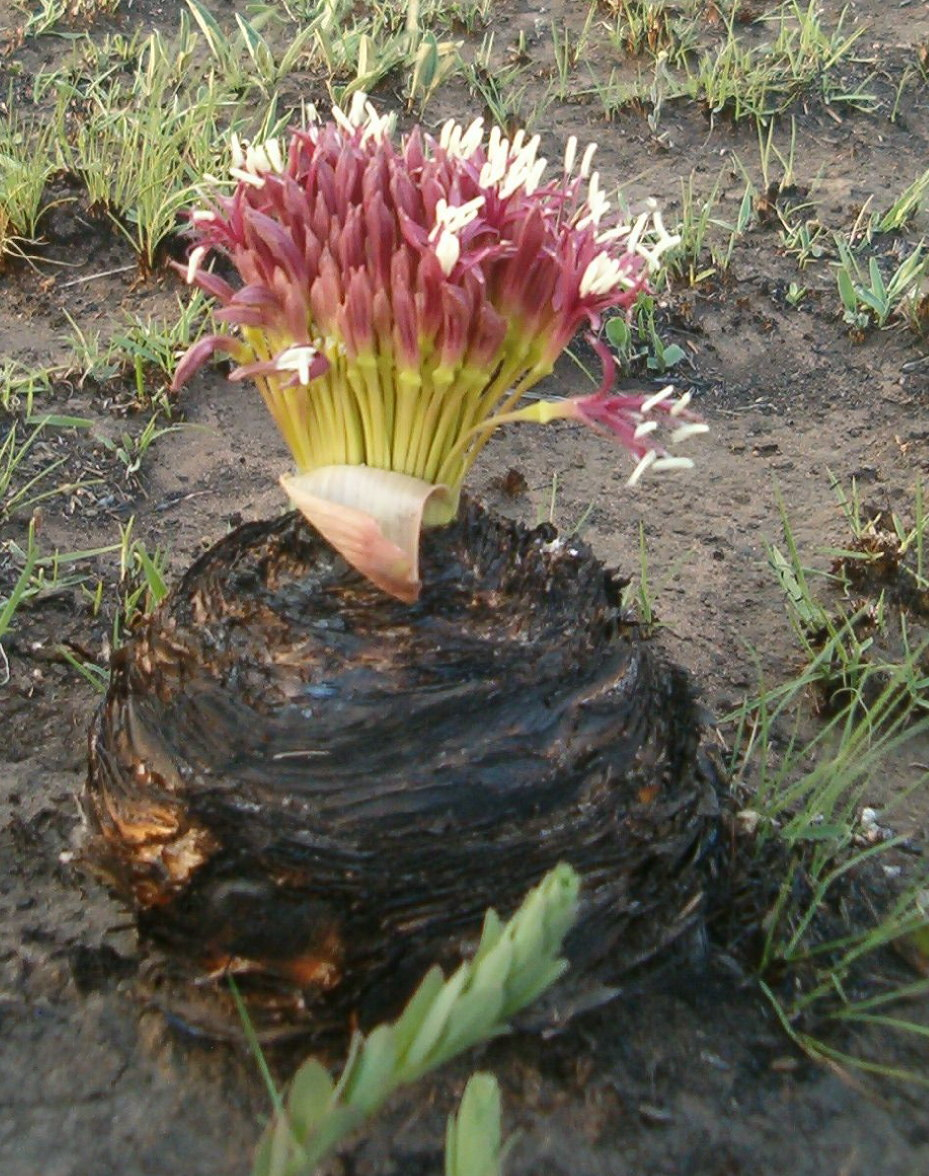
Boophone disticha am Naturstandort am Sterkfonteindam in Free State, Südafrika. Im Oktober nach einem Brand im niederschlagsarmen Jahr 2010, deutlich sind die Brandspuren auf der Zwiebel zu erkennen. Am Blütenstand erkennt man deutlich die Tragblätter.

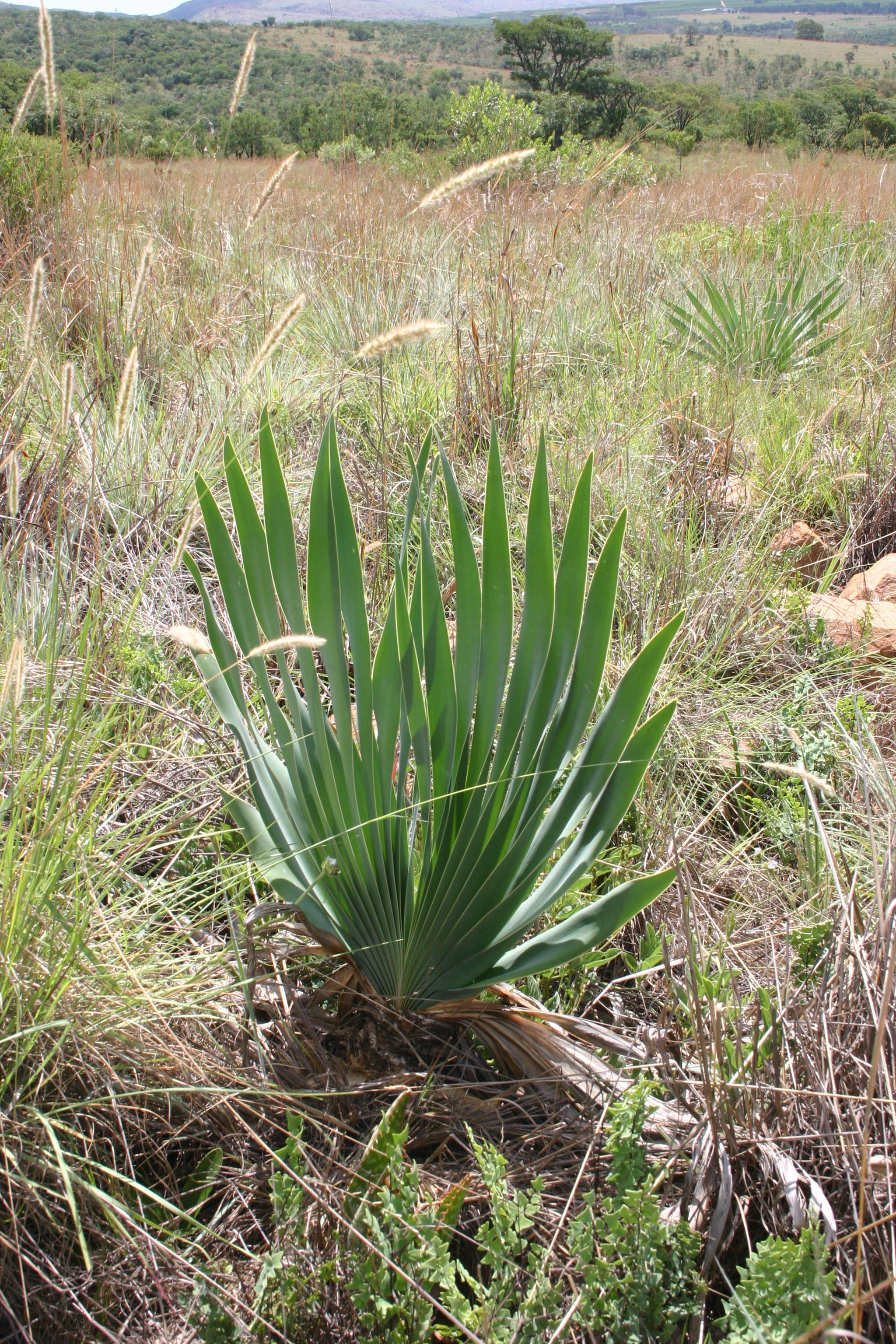
Boophone disticha am Naturstandort bei Hamerkop nahe Sparkling Waters, Magaliesberg, Südafrika. Der typische Habitus mit den grundständigen, zweizeilig angeordneten Laubblättern, Dezember 2011.

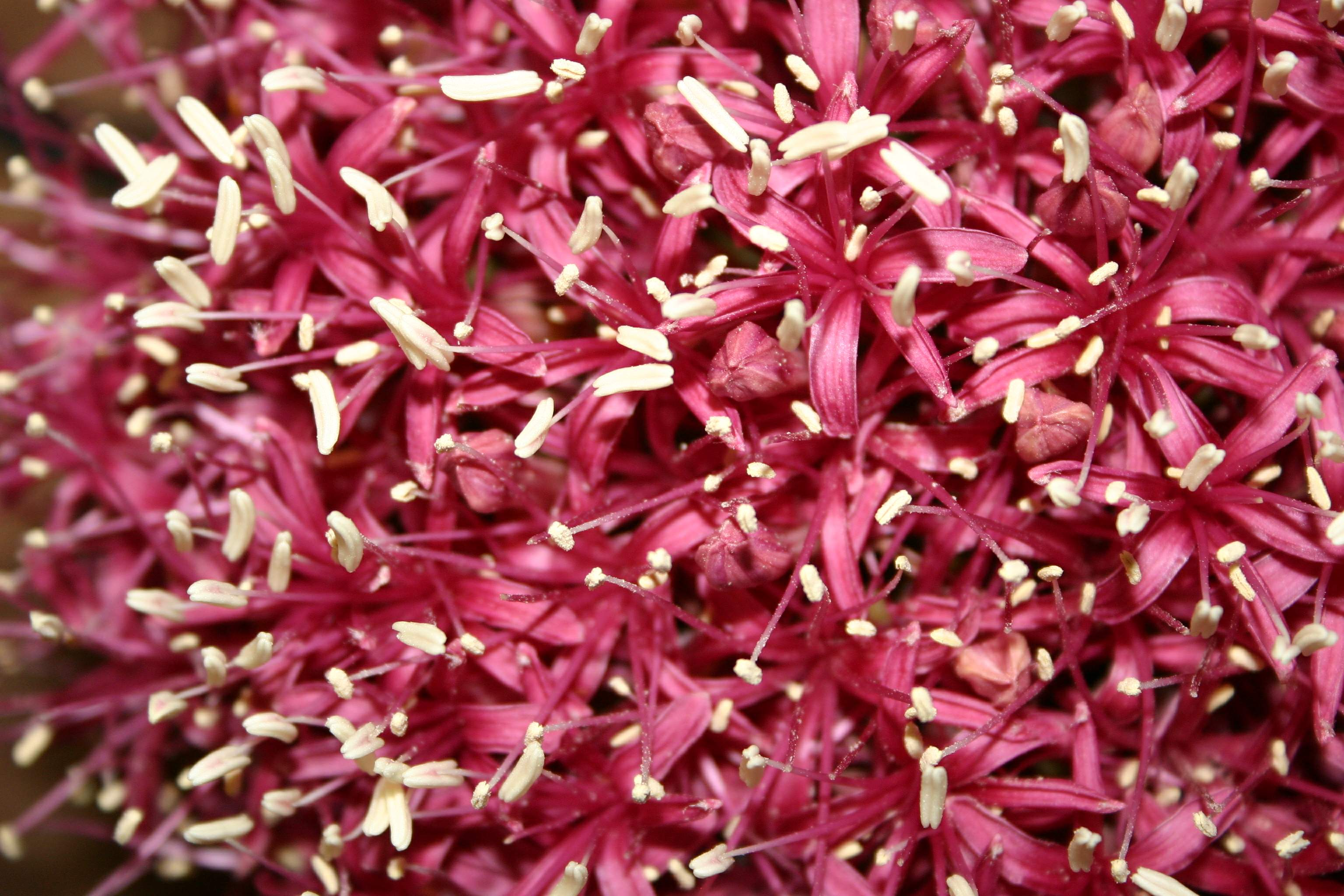
Ausschnitt eines Blütenstandes von Boophone disticha mit den radiärsymmetrischen, sechszähligen Blüten, zu erkennen sind die sechs dunkel-rosafarbenen Blütenhüllblätter und die, die Blütenhülle überragenden sechs Staubblättern.

### Erscheinungsbild und Laubblätter
Die Boophone-Arten wachsen als ausdauernde krautige Pflanzen, die Wuchshöhen von 30 bis 50 cm erreichen. Sie bilden Zwiebeln als Überdauerungsorgane, die mehr oder weniger weit aus dem Boden herausragen. Die Zwiebeln sind dicht bedeckt von gräulichen Zwiebelhüllen (Tunica). Sie ziehen als Geophyten in der Trockenperiode ihre Blätter ein, die erst nach der Blütezeit wieder austreiben.
Die 12 bis 20 nur grundständig und deutlich zweireihig (wie ein Fächer, daher der selten gebrauchte Trivialname Fächerlilie) angeordneten, mehr oder weniger aufrechten Laubblätter sind ungestielt. Die einfachen Blattspreiten sind meist schmal lanzettlich, glatt und parallelnervig. Der durchscheinende Blattrand ist glatt oder manchmal gewellt.

### Blütenstand und Blüten
Die Blütezeit liegt in Südafrika zwischen September und März. Der kräftige Blütenstandsschaft ist anfangs sehr kurz und verlängert sich oft erst wenn sich die Blüten schon geöffnet haben und er verlängert sich auch weiter bis zur Fruchtreife. 50 bis 100 oder mehr Blüten stehen dicht und kugelförmig auf einem dicken Schaft in einem doldigen Blütenstand zusammen. Im knospigen Zustand umhüllen zwei breite, dreieckförmige Deckblätter (Spatha genannt) den Blütenstand; sie sind während der Anthese aufrecht bis zurückgebogen und verwelken dann bald. Die Blütenstiele sind relativ lang und verlängern sich noch deutlich bis zur Fruchtreife.
Die relativ großen Blüten sind zwittrig, radiärsymmetrisch und sechszählig. Die sechs gleichgeformten Perigonblätter sind zu einer kurzen, engen Röhre verwachsen. Die freien Bereiche der Blütenhüllblätter sind schmal lanzettlich, ausgebreitet und oft am oberen Ende zurückgebogen, sie sind hell bis dunkel rosafarben oder cremefarben. Die sechs mehr oder weniger ausgebreiteten langen Staubblätter überragen die Blütenhülle. Die Filamente sind rötlich-weiß, die dorsifixen Staubbeutel sind cremefarben. Drei Fruchtblätter sind zu einem dreikammerigen, unterständigen Fruchtknoten verwachsen. Jede Fruchtknotenkammer enthält eine oder zwei Samenanlagen. Der lange, dünne und aufrechte oder leicht gebogene Griffel endet mit einer ungeteilten, kleinen Narbe. Die duftenden Blüten werden von Bienen und Fliegen bestäubt.

### Früchte und Samen
Die dreikantigen Kapselfrüchte sind an ihrer Basis verjüngt und kurz geschnäbelt. Die drei Kanten der Kapselfrüchte sind erhaben gerippt. Die papierartige Fruchtwand öffnet sich in unregelmäßigen Teilen. Die relativ großen, bei einem Durchmesser von 8 bis 11 mm fast kugeligen Samen sind hellgrün und dünn korkig bedeckt. Der Embryo ist grün. Der ganze Fruchtstand fungiert als Steppenroller (Chamaechorie) und sichert so die Ausbreitung der Samen, jedoch zerbrechen sie bald.

### Chromosomenzahl
Die Chromosomengrundzahl beträgt x = 11.

## Systematik
Der Gattungsname Boophone wurde 1821 durch William Herbert in An Appendix: General index to the Botanical magazine, Vol. 43-48 containing a treatise on bulbous roots By William Herbert with plates. London S. 18 erstveröffentlicht. Nur Synonyme sind die Schreibweisen Boophane Herb., Buphane Herb.  und Buphone Herb.  Der botanische Name Boophone leitet sich von den griechischen Wörtern Bous für Rind, Ochse und phonos für Mord, Schlacht, Schlachtung ab, dies bezieht sich auf die Giftigkeit der Zwiebeln, die Rinder töten können.
Boophone ist die einzige Gattung der Subtribus Boophoninae aus der Tribus Amaryllideae in der Unterfamilie Amaryllidoideae innerhalb der Familie der Amaryllidaceae. Früher wurde sie auch in die Familie der Liliaceae eingeordnet. Die früher hier eingeordneten Arten Boophone flava W.F.Barker ex Snijman und Boophone guttata (L.) Herb. wurden 1994 durch Dietrich Müller-Doblies und Ute Müller-Doblies in De Liliifloris notulae: 5. Some new taxa and combinations in the Amaryllidaceae tribe Amaryllideae from arid southern Africa, In: Feddes Repertorium, Band 105, S. 331–363 in die reaktivierte Gattung Crossyne Salisb. gestellt.
Es gibt nur zwei Boophone-Arten:
- Boophone disticha (L. f.) Herb. (Syn.: Boophone longepedicellata Pax): Sie ist weit verbreitet vom Südlichen Afrika bis Uganda. In KwaZulu-Natal und Gauteng werden die Bestände durch das Sammeln der Zwiebeln stark reduziert. Sie ist aber nicht gefährdet.[4][5]
- Boophone haemanthoides F.M.Leight (Syn.: Boophone ernestii-ruschii Dinter ex Solch, Boophone disticha var. ernesti-ruschii Dinter & G.M.Schulze): Sie gedeiht auf Dolerit- und Kalkstein-Aufschlüssen im Winterregengebiet des Namaqualand und der westlichen Karoo. Sie wird in der Roten Liste der gefährdeten Pflanzenarten Südafrikas als „Least Concern“ = „nicht gefährdet“ bewertet.[4][6]

## Nutzung
Die stark giftigen Zwiebeln von Boophone disticha werden sehr häufig in weiten Teilen Afrikas in der traditionellen Medizin genutzt.

## Weitere Bilder
Boophone disticha:

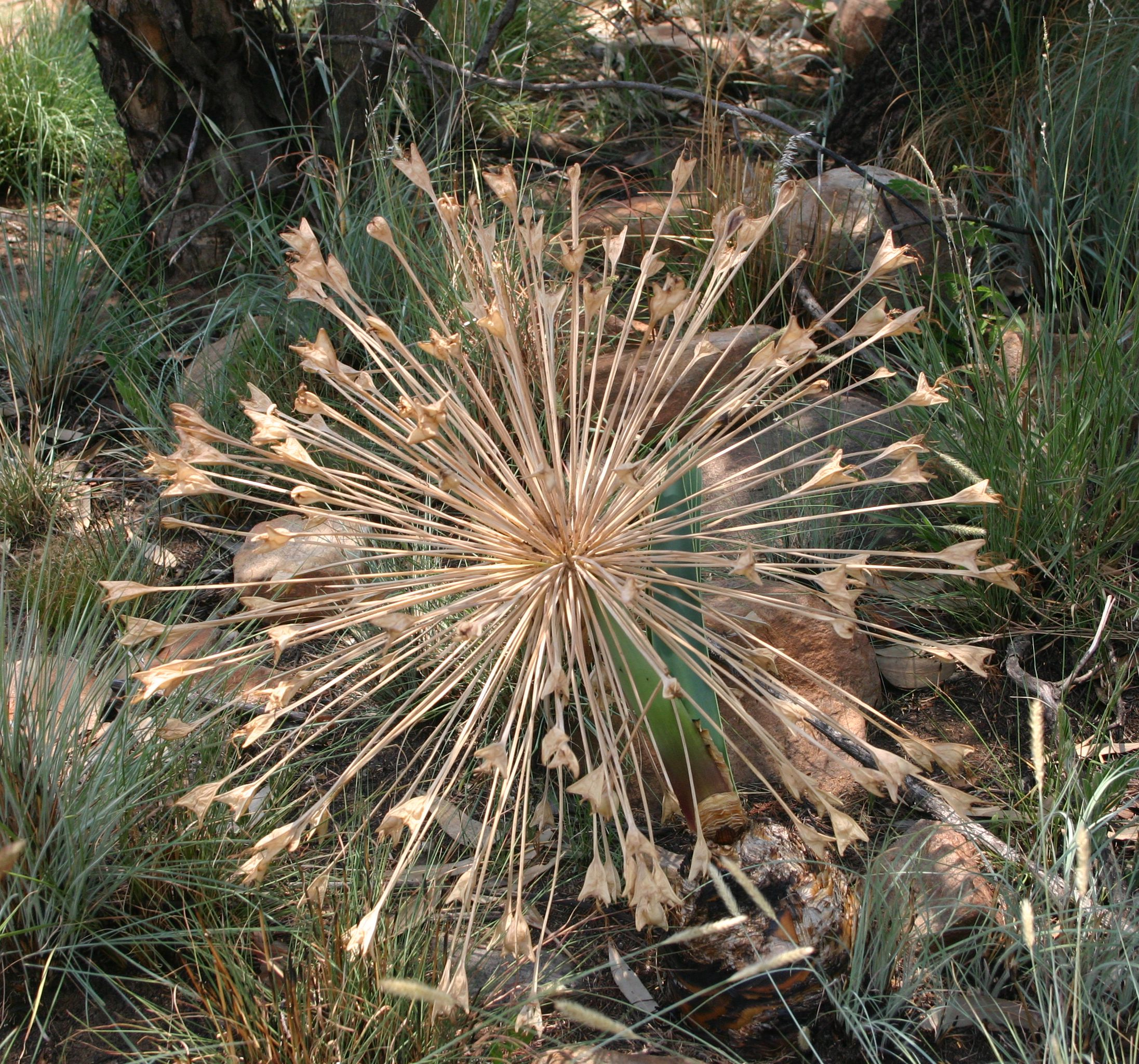
Habitus mit Laubblättern und verblühter Blütenstand.
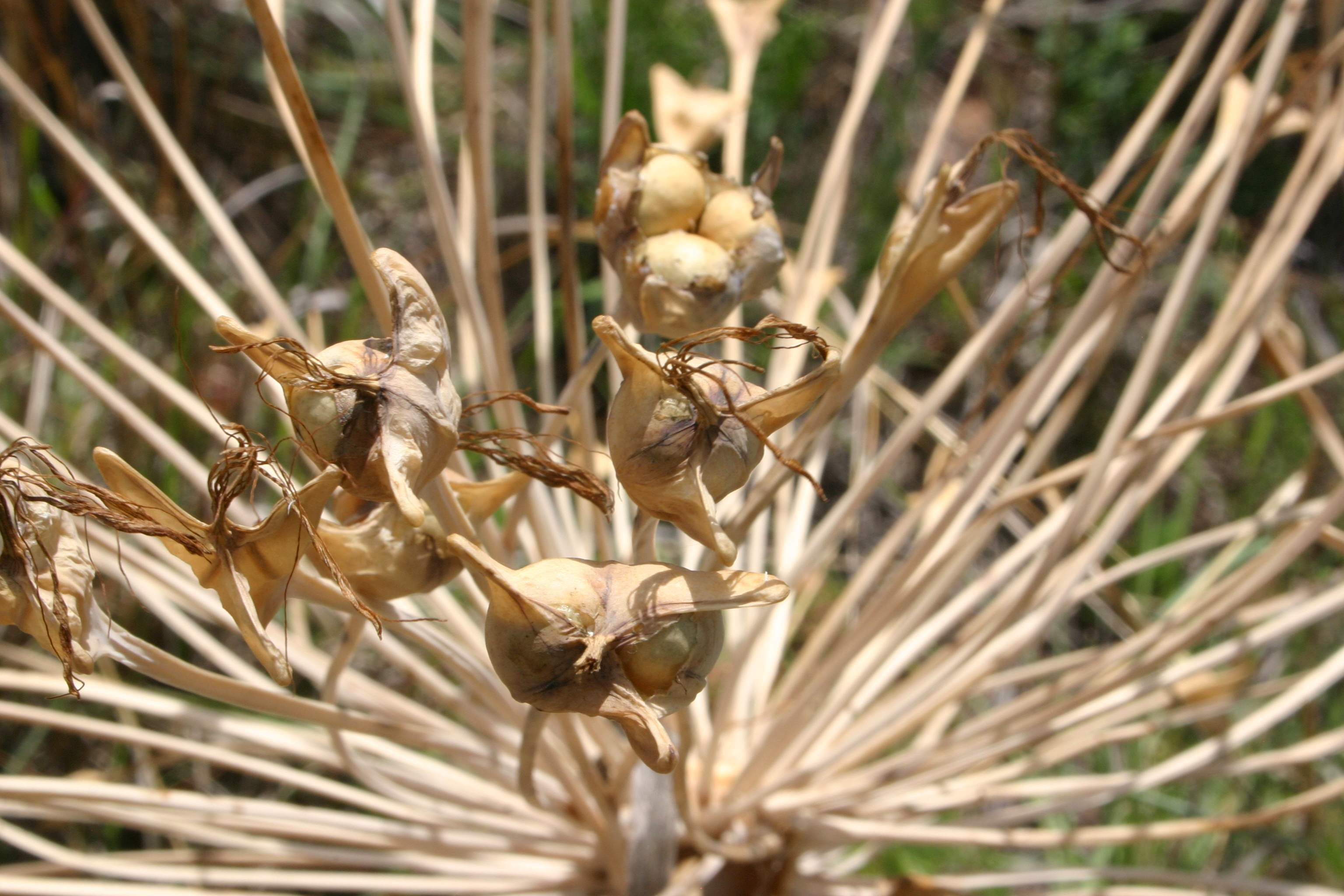
Kapselfrüchte mit Samen.
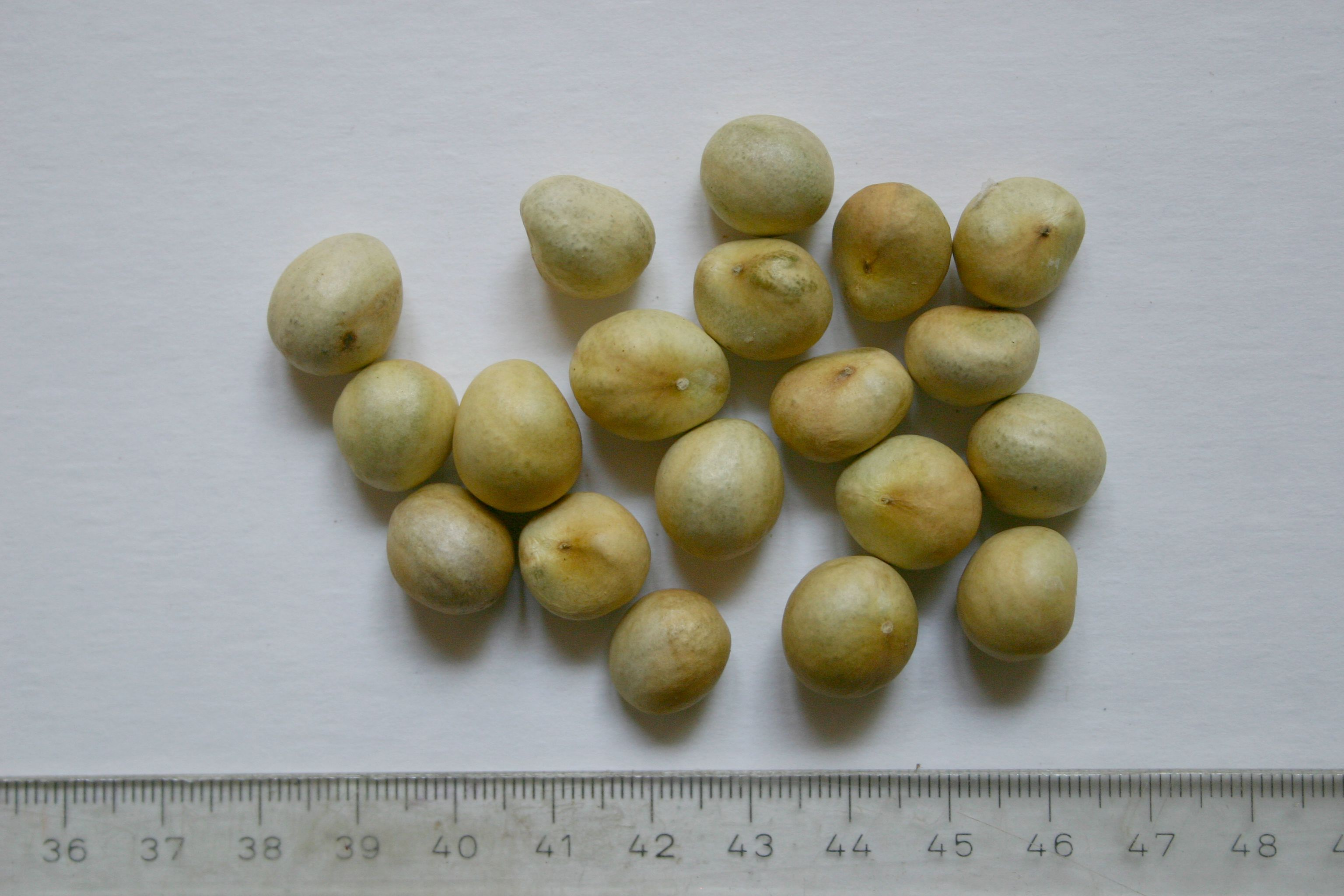
Samen.